# 닌텐도 소프트웨어 테크놀로지
닌텐도 소프트웨어 테크놀로지(Nintendo Software Technology, 약칭 NST)는 미국의 비디오 게임 개발사이다. 일본 기업 닌텐도가 북아메리카 시장을 겨냥한 비디오 게임 제작을 위해 설립한 퍼스트파티 개발사이다. 1998년 아라카와 미노루, 클로드 코마이르와 스콧 츠무라가 공동설립했으며 닌텐도 오브 아메리카 본사가 있는 워싱턴주 레드먼드에 위치한다.
초기에는 《바이오닉 코만도: 엘리트 포시스》, 《릿지 레이서 64》 및 《크리스탈리스》같은 타 기업 소속 판권에 기반한 게임들을 개발했다. 개발에 참여한 대표작품으로 《마리오 vs. 동키콩》, 《1080° 애벌랜츠》와 《에프제로 99》이 있다.

## 개발 작품
| 연도 | 제목                                     | 플랫폼                      | 상세                          |
| ---- | ---------------------------------------- | --------------------------- | ----------------------------- |
| 1999 | 바이오닉 코만도: 엘리트 포시스           | 게임보이 컬러               |                               |
| 2000 | 릿지 레이서 64                           | 닌텐도 64                   |                               |
| 2000 | 크리스탈리스                             | 게임보이 컬러               |                               |
| 2000 | 포켓몬 퍼즐 리그                         | 닌텐도 64                   |                               |
| 2001 | 웨이브 레이스: 블루 스톰                 | 게임큐브                    |                               |
| 2003 | 닌텐도 퍼즐 컬렉션                       | 게임큐브                    | 패널로 퐁                     |
| 2003 | 젤다의 전설 컬렉터즈 에디션              | 게임큐브                    |                               |
| 2003 | 1080° 애벌랜츠                           | 게임큐브                    |                               |
| 2004 | 마리오 vs. 동키콩                        | 게임보이 어드밴스           |                               |
| 2004 | 릿지 레이서 DS                           | 닌텐도 DS                   |                               |
| 2006 | 메트로이드 프라임 헌터즈                 | 닌텐도 DS                   |                               |
| 2006 | 마리오 vs. 동키콩 2: 마치 오브 더 미니스 | 닌텐도 DS                   |                               |
| 2007 | 죄와 벌: 지구의 계승자                   | 닌텐도 64 (Wii 버추얼 콘솔) | 영어 현지화                   |
| 2008 | 대난투 스매시브라더스 X                  | Wii                         | 개발지원                      |
| 2008 | 크로스워즈 DS                            | 닌텐도 DS                   | 뉴보 레트로 게임스와 공동개발 |
| 2009 | 마리오 vs. 동키콩: 미니스 마치 어게인    | 닌텐도 DSi웨어              |                               |
| 2010 | 오라오라 클라이머                        | 닌텐도 DSi웨어              |                               |
| 2010 | 마리오 vs. 동키콩: 미니랜드 메이헴!      | 닌텐도 DS                   |                               |
| 2012 | 크로스워즈 플러스                        | 닌텐도 3DS                  |                               |
| 2013 | 마리오 앤드 동키콩: 미니스 온 더 무브    | 닌텐도 3DS                  |                               |
| 2015 | 마리오 vs. 동키콩: 티핑 스타즈           | Wii U, 닌텐도 3DS           |                               |
| 2016 | 미니 마리오 & 프렌즈: 아미보 챌린지      | Wii U, 닌텐도 3DS           | [ 2 ]                         |
| 2016 | 슈퍼 마리오 메이커 for 닌텐도 3DS        | 닌텐도 3DS                  | 이식 및 새 콘텐츠             |
| 2017 | 스니퍼클립스                             | 닌텐도 스위치               | 개발지원                      |
| 2018 | 전진! 키노피오대장                       | 닌텐도 3DS, 닌텐도 스위치   | 이식 및 새 콘텐츠             |
| 2019 | 더 스트레처스                            | 닌텐도 스위치               | 개발지원                      |
| 2020 | Good Job!                                | 닌텐도 스위치               | 개발지원                      |
| 2021 | 슈퍼 마리오 3D 월드 + 퓨리 월드          | 닌텐도 스위치               | 개발지원                      |
| 2023 | 에프제로 99                              | 닌텐도 스위치               |                               |
| 2024 | 마리오 vs. 동키콩                        | 닌텐도 스위치               | 리메이크                      |

### 기타 개발 소프트웨어 목록
| 연도 | 제목                     | 플랫폼  | 상세                   |
| ---- | ------------------------ | ------- | ---------------------- |
| 2006 | 닌텐도 64 에뮬레이터     | Wii     |                        |
| 2009 | BBC iPlayer Channel      | Wii     |                        |
| 2009 | 마리오 계산기 및 시계    | DSi웨어 |                        |
| 2009 | 동물의 숲 계산기 및 시계 | DSi웨어 |                        |
| 2011 | 별의 커비 TV 채널        | Wii     |                        |
| 2012 | Wii U Chat               | Wii U   | NERD, Vidyo와 공동개발 |
| 2013 | Wii Street U             | Wii U   | [ 7 ]                  |

### 취소된 게임
| 제목          | 플랫폼 |
| ------------- | ------ |
| 프로젝트 해머 | Wii    |